# Tetragrama
El tetragrama és el conjunt de quatre línies horitzontals, paral·leles i equidistants entre si, i tres espais sobre els quals s'escrivien els signes que servien per determinar l'altura dels sons musicals del cant gregorià. La posició de la nota sobre una de les línies o un dels quatre espais, indica l'altura i el nom del so que s'ha d'executar.

## Història
Abans de l'aparició del tetragrama, la notació musical no era precisa, ja que les úniques indicacions que hi havia sobre la tonada d'una peça, es marcaven en el mateix text i només indicaven si la melodia pujava o si baixava. Aquest sistema impedia que es pogués cantar la peça correctament sense tenir una mínima idea de com sonava.
No va ser fins al segle xi que va sorgir el tetragrama, sistema que va inventar un monjo benedictí anomenat Guido d'Arezzo (Itàlia 990-1050). A partir de l'himne de les vespres de la festa de Sant Joan Baptista va organitzar el que seria més tard l'escala: ut queant laxis resonare fibris mira gestorum famuli tuorum, solve polluti labii reatum, Sancte Ioannes (si).
Guidó d'Arezzo va descriure un sistema de quatre línies; una d'elles de color groc que seria "ut" (posteriorment es convertí en "do") i una de vermella indicant el "fa"; això donaria origen més tard a la notació de les claus.
La invenció del tetragrama va ser un esdeveniment molt important per la història de la música occidental, ja que va permetre anotar amb major precisió l'altura relativa de les notes d'una melodia, alliberant la música de la seva dependència, exclusiva fins aquest moment, de la transmissió oral.
Actualment per escriure les partitures, ja no s'utilitza el tetragrama sinó el pentagrama, de cinc línies.